# La Llanada
La Llanada is een gemeente in het Colombiaanse departement Nariño. De gemeente telt 3694 inwoners (2005).